# Istán
Istán és un poble de la província de Màlaga (Andalusia), que pertany a la comarca de la Sierra de las Nieves. La forma del municipi sembla la d'un triangle equilàter i invertit amb la base dirigida cap al nord on limita amb Tolox. El vèrtex nororiental limita amb Monda, en una estreta franja, igual que ho fa amb Parauta en el vèrtex nord-occidental. El costat occidental del triangle és una àmplia línia que delimita els territoris d'Istán i Benahavís, mentre que el costat oriental ho comparteixen Ojén al nord i Marbella al sud. En el vèrtex sud concorren les línies divisòries de Benahavís i Istán.

## Història
Les especials característiques del seu enclavament, un petit promontori sobre les valls dels rius Verde i Molinos, així com la seva proximitat a Marbella, van fer que els musulmans triessin aquest lloc per a establir-se. Una vegada conquistada la Terra de Marbella i després de la conversió general de 1500, les pressions exercides sobre els mudèjars van ser el detonant per a iniciar una marxa subreptícia cap al Nord d'Àfrica que va ser avortada prop de la desembocadura de Riu Verde. Durant la rebel·lió dels moriscs de 1568, Istán es va erigir capitost dels alçats i en les seves muntanyes es van viure aferrissades batalles, fins a la derrota del Fuerte de Arboto que van ser sotmesos pel duc d'Arcos i, posteriorment, exiliats a l'interior de la Península.
En 1570 s'inicia un procés de repoblació amb cristians vells que procedien de diferents punts d'Espanya, entre els quals es van repartir les propietats dels moriscs. Un d'aquells grups procedia de l'horta murciana i parlaven el panotxo, una peculiaritat que va influir perquè des de llavors s'apliqués els nadius de Istán aquest gentilici. Amb l'assentament d'aquests pobladors s'inicia una manera de vida diferent de l'anterior i que és origen de l'actual sistema social.

## Clima
El clima d'Istán, a pesar d'estar situat en la muntanya, es caracteritza per una temperatura mitjana de 16,1 °C, sense excessiva calor a l'estiu. Les precipitacions són de 930 ml anuals. Es produïxen principalment entre els mesos de novembre i gener.